# Dominique Forlini
Dominique Forlini, né le 14 septembre 1924 dans le 12e arrondissement de Paris et mort le 17 octobre 2014 à Sèvres, est un coureur cycliste français. Spécialiste des courses de six jours sur piste, ses principales victoires sont pourtant les 6e et 15e étapes du Tour de France 1954.

## Palmarès sur route

### Palmarès amateur
- 1946
  - Finale de la Médaille de Paris
  - Circuit de Boulogne
  - 3e de Paris-Béthisy
- 1947
  - 1re étape de Paris-Londres
  - 3e de Paris-Rouen

### Palmarès professionnel
- 1950
  - Paris-Valenciennes
  - 4e étape du Circuit des six provinces
  - Championnat de Monaco
  - 2e du Grand Prix Catox
- 1951
  - Circuit de la Vienne
  - Tour de l'Est Central :
    - Classement général
    - 2e et 4ea étapes

  - 10e de Paris-Tours
- 1952
  - Grand Prix de Nice
  - Tour de Corrèze
  - 2e du Grand Prix d'Issoire
- 1954
  - 6e et 15e étapes du Tour de France

### Résultats sur le Tour de France
5 participations
- 1949 : abandon (5e étape)
- 1950 : abandon (18e étape)
- 1951 : abandon (14e étape)
- 1954 : 32e, vainqueur des 6e et 15e étapes
- 1955 : abandon (10e étape)

## Palmarès sur piste

### Six jours
- Six jours de Berlin : 1954 (avec Émile Carrara)
- Six jours de Bruxelles : 1954 (avec Georges Senfftleben)
- Six jours de Francfort : 1955 (avec Georges Senfftleben)
- Six jours de Copenhague : 1956 (avec Georges Senfftleben)

### Championnats d'Europe
- 1955
  -  Champion d'Europe de l'américaine (avec Georges Senfftleben)
- 1958
  -  Médaillé de bronze de l'américaine (avec Pierre Brun)

### Prix
- Prix du Salon : 1952 (avec Émile Carrara) et 1954 (avec Ferdinando Terruzzi)
- Prix Hourlier-Comès : 1952 (avec Émile Carrara)
- Prix Dupré-Lapize : 1955 (avec Georges Senfftleben)
- Prix Goullet-Fogler : 1958 (avec Pierre Brun)